# Kassia-familien
Kassia-familien (Caesalpiniaceae) , se  Underfamilie: Caesalpinioideae under Ærteblomst-familien
Underklasse: Magnoliidae, Orden: Ærteblomst-ordenen (Fabales).
- Slægt: Rundbælg (Anthyllis)
- Slægt: Astragel (Astragalus)
- Slægt: Ærtetræ (Caragana)
- Slægt: Johannesbrød-slægten (Ceratonia)
- Slægt: Kikærte-slægten (Cicer)
- Slægt: Blærebælg (Colutea)
- Slægt: Gyvel (Cytisus)
- Slægt: Stregbælg (Galega)
- Slægt: Visse (Genista)
- Slægt: Tretorn (Gleditsia)
- Slægt: Lakrids-slægten (Glycyrrhiza)
- Slægt: Indigo-slægten (Indigofera)
- Podningskimære: Laburnocytisus (+Laburnocytisus)
- Slægt: Guldregn (Laburnum)
- Slægt: Fladbælg (Lathyrus)
- Slægt: Linse-slægten  (Lens)
- Slægt: Kløverbusk (Lespedeza)
- Slægt: Kællingetand-slægten (Lotus)
- Slægt: Lupin (Lupinus)
- Slægt: Sneglebælg (Medicago)
- Slægt: Stenkløver (Melilotus)
- Slægt: Mimose (Mimosa)
- Slægt: Esparsette (Onobrychis)
- Slægt: Krageklo (Ononis)
- Slægt: Petterie  (Petteria)
- Slægt: Bønne (Phaseolus)
- Slægt: Ært (Pisum)
- Slægt: Robinie (Robinia)
- Slægt: Sophora
- Slægt: Kløver (Trifolium)
- Slægt: Tornblad (Ulex)
- Slægt: Vikke  (Vicia)
- Slægt: Blåregn (Wisteria)